# Thai Ridgeback
Der Thai Ridgeback ist eine von der FCI anerkannte Hunderasse (FCI-Gruppe 5, Sektion 7, Standard Nr. 338) aus Thailand.

## Herkunft und Geschichtliches
Der Thai Ridgeback stammt aus dem östlichen Thailand, wo die Rasse weitgehend isoliert von anderen Rassen entstand. Der Rassetyp wurde schon vor 350 Jahren in thailändischen Dokumenten erwähnt, wie aus einem Dokument hervorgeht, mit dem der Japanische Kennel Club als federführende Sektion der Asiatischen Kennel Union 1990 erstmals einen Antrag auf Anerkennung dieser Rasse stellte. Weiter wird dort angeführt: „Der Hund wurde hauptsächlich im Osten Thailands zur Jagd, aber auch als Wachhund gehalten, er war Begleiter der Fuhrleute. Weil es nur schlechte Transportmöglichkeiten im östlichen Teil [des Landes] gab, kam es nicht zur Vermischung mit anderen Rassen“.
Der Ursprung der asiatischen Hunde wird auf der Insel Phu Quoc im Golf von Thailand angenommen. Ob eine Verbindung zum Rhodesian Ridgeback besteht, konnte bisher nicht nachgewiesen werden. Hunde mit Ridge gab es auch an anderen Stellen in Asien. Das Buch „De Rhodesien Ridgeback in Nederland 1945 - 1991“ zeigt einen Hund mit deutlichem Ridge auf Bali, in Vietnam wurden Hunde mit ridgeähnlichen Haarwirbeln gesehen.

## Beschreibung
Thai Ridgebacks sind bis 61 cm große, kurzhaarige Hunde mit glattem, weichem, samtigem Fell. Die Form des Ridges (Haare wachsen entgegengesetzt der normalen Haarwuchsrichtung auf dem Rücken) wird durch 8 Ridgeformen geprägt. Es wird Wert auf eine gleichmäßige Wirbelverteilung und einen sauber, gleichmäßig abgezeichneten Ridge gelegt. Der Thai Ridgeback ist neben dem wohlbekannten Rhodesian Ridgeback die zweite Hunderasse mit dem Ridge. Die Fellfarbe ist rot, schwarz, blau und sehr hell falbfarben, rot vorzugsweise mit schwarzer Maske. Die dreieckigen Stehohren sind mittelgroß und seitlich am Kopf angesetzt. Die Rute, die nah am Rücken (am Rutenansatz) dick ist und zur Spitze hin dünner wird, wird in leichter Krümmung vertikal aufrecht getragen.

## Verwendung
Der Thai Ridgeback ist ein Sichtjäger, aufmerksam, schnell und wendig, sehr trittsicher in schwierigstem Gelände und hat ein hervorragendes Sprungvermögen. Ursprünglich wurde die Rasse neben der Jagd als Wachhund und Begleiter der Fuhrwerke eingesetzt. Im FCI-Rassestandard, der das Idealbild der Rasse beschreibt, wird der Thai Ridgeback als treuer Familienhund bezeichnet.

## Rechtslage
Der Thai Ridgeback wird im Schweizer Kanton Genf auf der Rasseliste der potentiell gefährlichen Hunderassen geführt; die Haltung ist dort verboten.